# Djaus
Djaus „Nebe“ či Djaus Pitar „Nebe-Otec“ je védský bůh nebes. Jeho význam jako samostatného božstva byl mizivý a není mu věnován žádný z rgvédských hymnů. Jisté důležitosti dosahoval pouze v páru s Prithiví „Širokou“ - mateřskou bohyní země, známém jako Djávaprthiví, kterému je věnováno hymnů osm. Často je reprezentován býkem, zatímco Prthiví krávou. V pozici partnera této bohyně byl někdy zastoupen Pardžanjou, bohem deště a hromu, a obě božstva tak splývala. Ačkoliv má jisté hromovládné rysy, v Rgvédu se například uvádí že hřmí a že déšť je jeho semenem, není hromovládcem, tuto pozici ve védském panteonu zaujímá Indra , případně Pardžanja. Dále je označována za vševědoucího, tato vlastnost je ale opět spíše spojena s jinými božstvy a to Mitrou-Varunou.
Přestože není Djaus přímo označován za otce bohů a lidí jako řecký Zeus je pravděpodobné že byl takto chápán vzhledem k funkci Djávaprthiví jako univerzálních rodičů. Je mu přisuzováno otcovství několika božstev – Agniho, Súrji, Indry, Pardžajany a Marutů, v těchto případech však nejspíše jde vyjádření jejich nebeské přirozenosti, nikoliv přímý příbuzenský vztah. Přímo za dceru Djause je označena bohyně úsvitu Ušas. Dále je spojen s Ašviny, kteří jsou označováni jako jeho vnuci či potomci. Podle Jaana Puhvela byl potomkem Djause pouze jeden z Ašvinů

## Etymologie
Slovo djaus či d(i)jáus znamená v sanskrtu jak nebe obecně, tak jméno božstva. Vychází z praindoevropského *D(i)jéus, stejně jako jiná indoevropská teonymuma nebeských bohů jako latinské Iouis a řecké Zeus, spojení s otcovským titulem zase odpovídá latinské Iuppiter, řecké Zeus Pater nebo ilyrské Deipaturos. Praindoevropské teonymum vychází z kořene *di/dei „vydávat světlo“ sémanticky spojeného se nebesy, světlem a dnem.